# Ázerbájdžánská národní knihovna
Ázerbájdžánská národní knihovna (ázerbájdžánsky Mirzə Fətəli Axundov adına Azərbaycan Milli Kitabxanası ) v Baku je národní knihovnou Ázerbájdžánu. Název nese po ázerbájdžánském spisovateli a filosofovi Mirzu Fətəli Axundovovi.

## Historie
Knihovna byla založena v roce 1922 a 23. května 1923 byla otevřena. Původně nesla jméno Všeobecná knihovna a státní depozitář knih Ázerbájdžánu a sídlila v budově, v níž nyní sídlí prezidium Ázerbájdžánské národní akademie věd. Roku 1939 byla pojmenována po Mirzə Fətəli Axundovovi. Současná budova knihovny v centru Baku byla navržena v roce 1947 architektem Mikayilem Hüseynovem, a byla dokončena roku 1959. Její exteriér zdobí sochy básníků jako Nizámí, Mahsati nebo Alexandr Puškin . Status národní knihovny byl knihovně udělen v roce 2004.

## Fondy a použití
Knihovna má asi 4,5 milionu jednotek médií, včetně rozsáhlých historických fondů a hudebního oddělení s asi 175.000 kusů médií (notových záznamů, knih, časopisů a hudebních nosičů). Je to jediná knihovna, která má mikrofilmy a fotografie ázerbájdžánských novin z doby před dobytí Rudou armádou v roce 1920. Knihovna má 13 studoven. Je to prezenční knihovna bez možnosti absenčních výpůjček.